# Sid Meier’s Pirates! (1987)
Sid Meier’s Pirates! — компьютерная игра, придуманная Сидом Мейером и созданная и опубликованная в 1987 году компанией Microprose. Проект стал первым, вышедшим с названием, включавшим имя геймдизайнера. Таким образом издатель рассчитывал привлечь внимание поклонников игр Мейера, большинство из которых представляли собой симуляторы боевых машин. Новая игра представляла собой симулятор жизни пирата, капера или охотника за пиратами XVI—XVIII веков.
Действие Pirates! разворачивалось в Карибском море, на его островах и побережье, включая испанские колонии в Центральной Америке и на севере Южной Америки, весь Мексиканский залив, Флориду, Карибские и Бермудские острова. Игрок мог свободно перемещаться по всей упомянутой акватории и высаживаться на сушу, но с восточной и северной стороны его перемещение ограничивал невидимый барьер за Тринидадом и Бермудскими островами.
Исходная версия для Commodore 64 была портирована на множество других платформ. В 1993 году вышел ремейк Pirates! Gold с некоторыми изменениями игрового процесса и улучшенной графикой. В 2004 году появилась глубоко переработанная версия игры, также названная Sid Meier’s Pirates!. С распространением мобильных платформ игра была перенесена и на них.

## Игровой процесс
Pirates! предназначена для одного игрока, действующего в открытом мире. Игра начинается с получения каперского свидетельства, подтверждающего поступление на службу Испанской империи, Голландской республике, королевству Англия или Французской колониальной империи. В течение игры игрок может переходит от одной стороне к другой, допускается одновременно оставаться на службе нескольким странам, и в любое время можно заняться пиратством. Выбор игровых действий свободный: игрок может атаковать вражеские корабли или города, охотиться на пиратов, искать сокровища, спасать пропавших родственников или даже избегать любых форм насилия, стремясь увеличить свое богатство путем торговли. Игра также не имеет предопределенного окончания, хотя со временем становится сложнее нанимать членов экипажа. По мере старения персонажа, ему становится труднее сражаться, и ухудшившееся здоровье в конечном итоге вынуждает его выйти в отставку. На этом игра заканчивается, после чего определяется, как бывший капитан проведёт остаток жизни: нищим — в худшем случае, советником короля — в лучшем. Итог основан на размере накопленного богатства, землевладениях, звании, семейном положении и прочих заслугах.
Помимо стороны в начале игры предлагается выбрать эпоху. Для разных эпох характерны разные задачи, так как политическая и экономическая власть по-разному распределяется между действующими в Карибском море европейскими империями. Наиболее ранний стартовый год — 1560, когда влияние европейцев в регионе невелико, и реальной силой является только Испания. При начале в 1680 году (наиболее поздний старт), игрок обнаружит множество развитых испанских колоний и общую высокую степень активности. Промежуточные варианты: 1600, 1620, 1640 и 1660 годы — соответствуют постепенно снижающемуся испанскому влиянию и повышению интенсивности морских перевозок. От выбора эпохи зависит набор кораблей: некоторые типы появляются чаще в одни периоды и меньше — в другие, часть судов используется почти исключительно определёнными странами.

В версии для Macintosh спрайты берегов отображались с помощью символов специального шрифта

Для успешной игры требовался широкий спектр навыков: зрительно-моторная координация во время сражений на саблях, тактические способности при ведении боёв на суше и на море, стратегическое мышление для принятия множества решений, начиная от женитьбы и заканчивая дележом добычи. Каждая новая игра могла развиваться неожиданным путём, так как большинство событий в ней носили случайный характер, включая состояние экономической и политической системы. В начале игры это могло существенно влиять на доступный выбор стратегии. Также для игры требовалось понимание принципов хождения под парусом, чтобы, например, за счёт лавировки на тяжёлом фрегате догнать быстрый пинас, и непременно удача, чтобы ветер дул в нужную сторону.
Одна из самых инновационных особенностей Pirates! стало введение динамического игрового мира: многие из наиболее важных факторов, влияющих на решения игрока, выбирались случайным образом в начале игры и далее менялись по её ходу. Это не только создавало уникальное прохождение каждый раз, но также требовало от игрока проявлять гибкость и быть готовым использовать открывающиеся возможности. Изменения не были связаны с действиями игрока, а зависели только от времени.
Самый важный случайный фактор в игре — дипломатические отношения между четырьмя странами, претендующими на господство в регионе. Отношения могут весьма значительно различаться от игры к игре и мгновенно переходить из крайности в крайность, создавая новые и убирая прежние варианты поведения, часто на длительный срок. Игрок, как правило, извлекает выгоду во время войн между двумя или более странами, потому что любая атака на корабли или города одной державы, что происходит достаточно часто, если специально не избегать сражений, вызывает признательность со стороны её врагов, щедро одаривающих игрока землями, титулами и прочими благами. В мирное время игрок набирает авторитет только расправляясь с пиратами в открытом море, что рассматривается как благоприятное действие всеми нациями. Однако встречи с пиратами случаются редко.
Города также меняются со временем: уровень их населения и богатства колеблются, а увидеть текущую статистику любого города можно через меню. На основе этих сведений можно планировать будущие операции: торговые или боевые.
Оригинальные версии Pirates! имели двойную защиту: диска от копирования и с помощью сведений, указанных только в бумажном руководстве. Игрок должен был ответить, в какое время прибывают в порт корабли с различными сокровищами, и в случае неправильного ответа сложность игрового процесса заметно повышалась. Для большинства это становилось непреодолимым препятствием для продолжения игры.

## Производство
В начале 1986 года, Сид Мейер и его коллега по Microprose, дизайнер Арнольд Хендрик, решили создать приключенческую ролевую игру, но деловой партнёр Мейера, Билл Стили, скептически отнесся к проекту, не связанному с транспортными средствами. Несколько запланированных игровых элементов, в том числе неигровые персонажи в городах, более детальное моделирование кораблей, включая действия в составе флота, и сюжетные линии, касающихся религии и дворянства, в финальную версию не попали. Успех Pirates! привел к появлению сходного проекта Microprose — Sword of the Samurai.
На протяжении пяти лет игры Сида Мейера пользовались неизменным успехом, поэтому в Microprose посчитали, что его имя станет ключом к высоким продажам новой игры, и поместили его имя на обложке, хотя новинка не принадлежала к жанру боевых симуляторов.
В своём интервью Мейер рассказал, что Pirates! появились благодаря придуманному одним из программистов технологическому решению: использовать для графики шрифт, что позволяло быстро получать требуемую картинку.
Также Мейер признавался, что не ставил задачу создать аутентичное воплощение подлинной истории карибских пиратов, и фантазии в игре было больше, чем реальности. Основой для сюжетных идей стали популярные фильмы и книги, рассказывавшие об этих временах, и собственное воображение разработчиков.

## Оценка
| Иноязычные издания    | Иноязычные издания |
| Издание               | Оценка             |
| --------------------- | ------------------ |
| Amiga Joker           | 88 %               |
| Amstrad Action        | 76 %               |
| Amstrad Computer User | 16,5/20            |
| AllGame               | [ 10 ]             |
| Compute!              | [ 11 ]             |
| Русскоязычные издания |                    |
| Издание               | Оценка             |
| Game.EXE              | 5 из 5             |

Pirates! стала революцией в геймдизайне. Цели игры больше, чем в предыдущих проектах MicroProse — военных симуляторах, таких как F-15 Strike Eagle — подходили для женской аудитории. И хотя уже существовали и другие игры с открытым миром и окончанием, определяющая роль игрока в развитии действия сделала Pirates! основоположником подобных проектов, как созданных Сидом Мейером (Civilization, Railroad Tycoon), так и другими геймдизайнерами.
Compute!'s Gazette в 1987 году положительно оценивала проработанный игровой процесс, включающий аркадную и стратегическую составляющие. По мнению Кейт Феррелл, разработчикам удалось достичь всех амбициозных целей и в результате получалась не игра, настоящий клад. В 1988 году обзор игры опубликовал журнал Dragon № 132. Рецензенты оценили её в 5 звёзд из 5. Pirates! стала обладателем множества наград, в том числе в 1988 году звания «Игра года в жанре экшн» от Computer Gaming World и двух премий Origins 1987 года: за лучшую фантастическую компьютерную игру и лучшую графику в компьютерной игре для домашнего компьютера. Computer Gaming World оценил Pirates! в 5 из 5 звезд по результатам обзора исторических стратегий и военных игр 1990 года, и в 4 звезды по результатам обзора стратегических игры по истории до XX века, проведённого в 1993 году, назвав проект прорывом в жанре и увлекательным симулятором пиратства. Журнал The Australian Commodore and Amiga отмечал высококачественное руководство к игре и наличие образовательной составляющей.
Обозреватель Орсон Скотт Кард в 1989 году писал в Compute!, что Pirates! использовала необычайно строгую защиту от копирования, что было резонно, так как качество игры вызывало у любого желание её скопировать. Он также заявил, что Pirates! казались обманчиво легкими, пока игрок не обнаруживал неочевидные нюансы игрового процесса.
В 1993 году Computer Gaming World охарактеризовал выпущенный ремейк игры Pirates! Gold как «три диска графического золота» добавленные к «отличному игровому движку». Журнал заявил, что игра может многое предложить новым игрокам и получает наилучшие рекомендации, однако те, кто играл в раннюю версию, не обнаружат существенных изменений.
В 1989 году Computer Gaming World объявил о включении Pirates! в Зал славы для игр, которые читатели высоко оценивали в течение долгого времени. Итоговая оценка игры — 9,71 из 12 баллов. Журнал Compute! присвоил игре Choice Award for Historical Game. В 1990 году Pirates! заняла 10 место в опросе Computer Gaming World «Любимые игры читателей всех времён», а в 1996 году журнал назвал её 18-й в списке лучших видеоигр всех времен, отметив, что самым лучшим был вариант для Amiga. В 2004 году читатели Retro Gamer по результатам голосования поставили Pirates! на 84-ю позицию среди лучших ретро-игр, причём сотрудники журнала отметили, что «люди до сих пор играют в оригинальную версию, хотя сам Сид Мейер выпустил несколько ремейков». В 2005 году IGN объявил игру 6-й в списке величайших видеоигр всех времен. В 2011 году польский интернет-портал Wirtualna Polska назвал её 5-й среди наиболее увлекательных классических игр, «укравших наше детство». В 2006 сайт Abandonia оценил звук и графику Pirates! как впечатляющие.
В 1994 году PC Gamer US назвал Pirates! Gold 39-й в списке лучших компьютерных игр. Редакция писала, что ремейк выглядит «чертовски хорошо» в сравнении с классической версией, и его проще найти. Но основной вклад в оценку внёс игровой процесс, который великолепен и в оригинальной версии.

## История релизов
Исходная версия для Commodore 64 была портирована на множество других платформ, начиная с Apple II и PC в 1987. Затем в 1988 году вышли версии для Apple IIGS, Macintosh и Amstrad CPC. В 1989 игра появилась на Atari ST, в 1990 — на Amiga (1990), в 1991 — Nintendo Entertainment System. Версию для Nintendo разработала студия Rare, а издателем выступила компания Ultra Games, для которой релиз стал последним перед закрытием. В версии для Nintendo доступный в качестве товара табак был заменён на зерно, чтобы удовлетворять возрастной политике компании.
Для PC было выпущено несколько версий: оригинальная игра 1987 года, распространявшаяся на самозагружающемся диске; переиздание для DOS 1989 года, в остальном аналогичная версии с оригинальным загрузчиком; версия 1991 года на дискете высокой плотности, защищённая только с помощью сведений из бумажного руководства.
Ремейк Pirates! Gold был выпущен в 1993 году для ОС Windows 3.1, DOS, Macintosh и Sega Genesis. В 1994 году он вышел на CD для Amiga CD32 и содержал улучшенную аудиодорожку. В ремейке убрали ориентирование по солнцу и особые предметы, взамен появились дополнительные задания у губернаторов. Версия для PC распространялась на CD, имела VGA-графику, MIDI-музыку и поддерживала мышь; защита от копирования требует от игрока идентифицировать флаг пиратского корабля.
Переработанный ремейк 2004 года, носивший то же название, что и оригинальная версия — Sid Meier’s Pirates! — был выпущен для Windows, Xbox, Xbox 360, Mac ОС X, Wii и PlayStation Portable.
В 2008 году компания Oasys Mobile разработала игру Sid Meier’s Pirates! Mobile. Мобильные версии были выпущены: в 2010 — для BlackBerry, в 2011 — для iPad, в 2012 года — для iPhone и iPod touch. Последние две вышли под брендом 2K Games. Кроме того в 2012 году игра была портирована на Windows Phone 7.
В 2015 году компания Tommo приобрела права на игру и выпустила в цифровом формате под брендом Retroism.